# Vetrata del Duomo di Siena
La Vetrata del Duomo di Siena fu disegnata da Duccio di Buoninsegna, finalizzata da maestri vetrai non identificati e poi dipinta a grisaglia dallo stesso Duccio. Realizzata per coprire il grosso oculo di 5,6 m di diametro che è posto in alto nell'abside del Duomo di Siena, la vetrata è stata recentemente restaurata e posta nel vicino Museo dell'Opera del Duomo (nel Duomo è stata posta una copia). È l'unica opera di questo tipo di Duccio di Buoninsegna, nonché una delle poche vetrate realizzate da maestri di scuola senese. Databile dalla documentazione scritta al 1287-1288 è una delle tre opere di Duccio databile con certezza e quindi molto importante per definire il percorso artistico del pittore.

## Galleria d'immagini

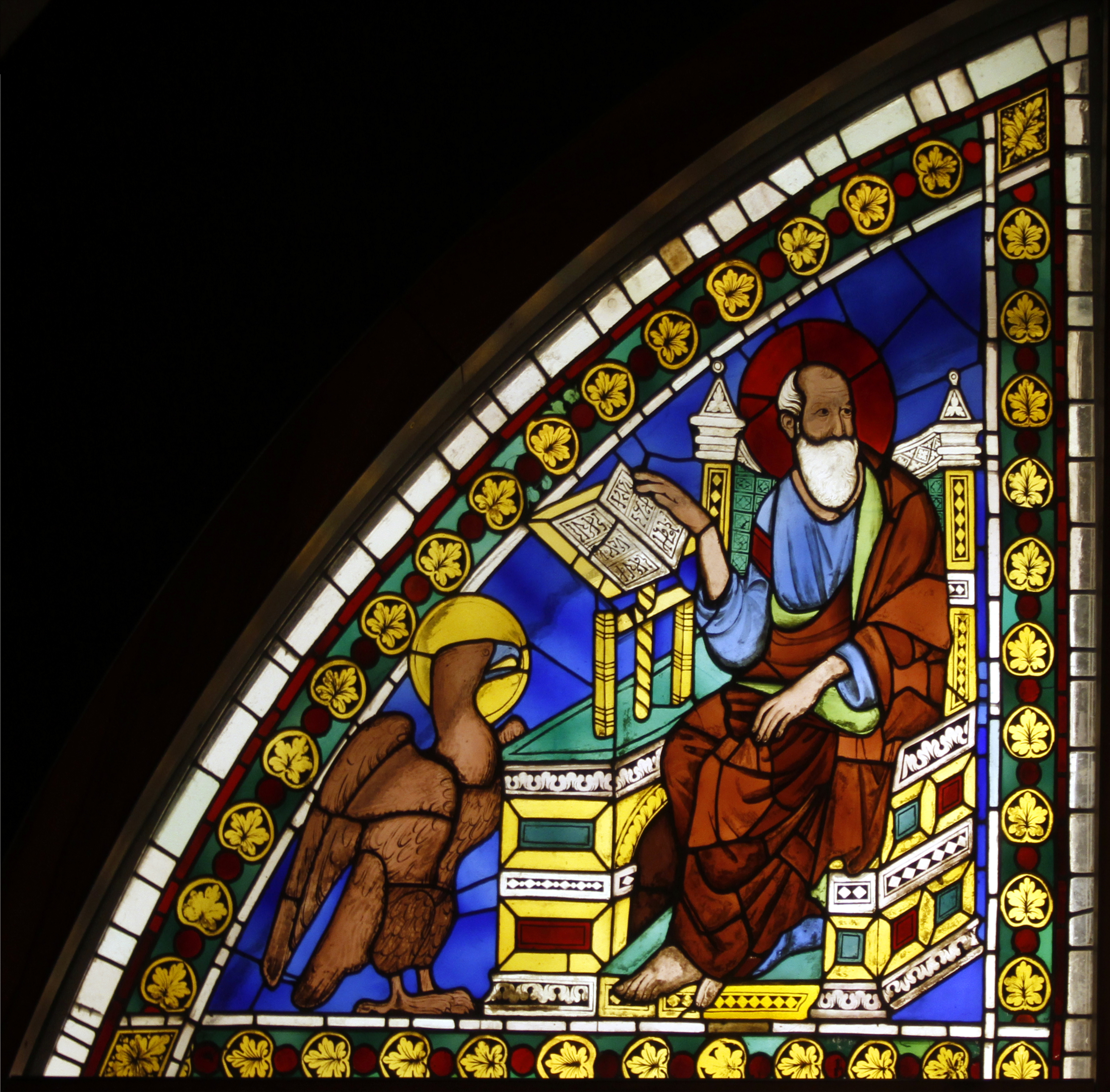
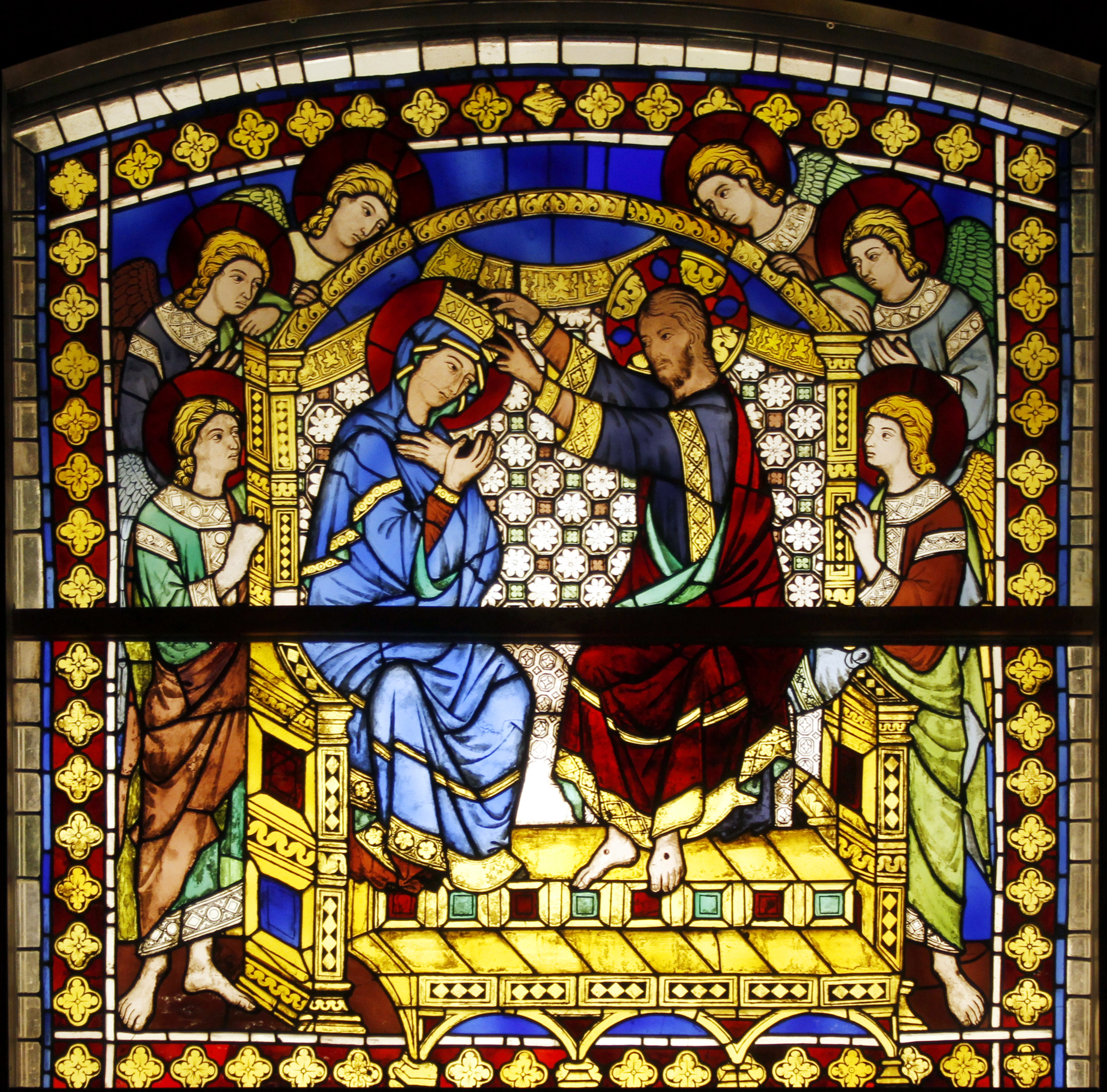
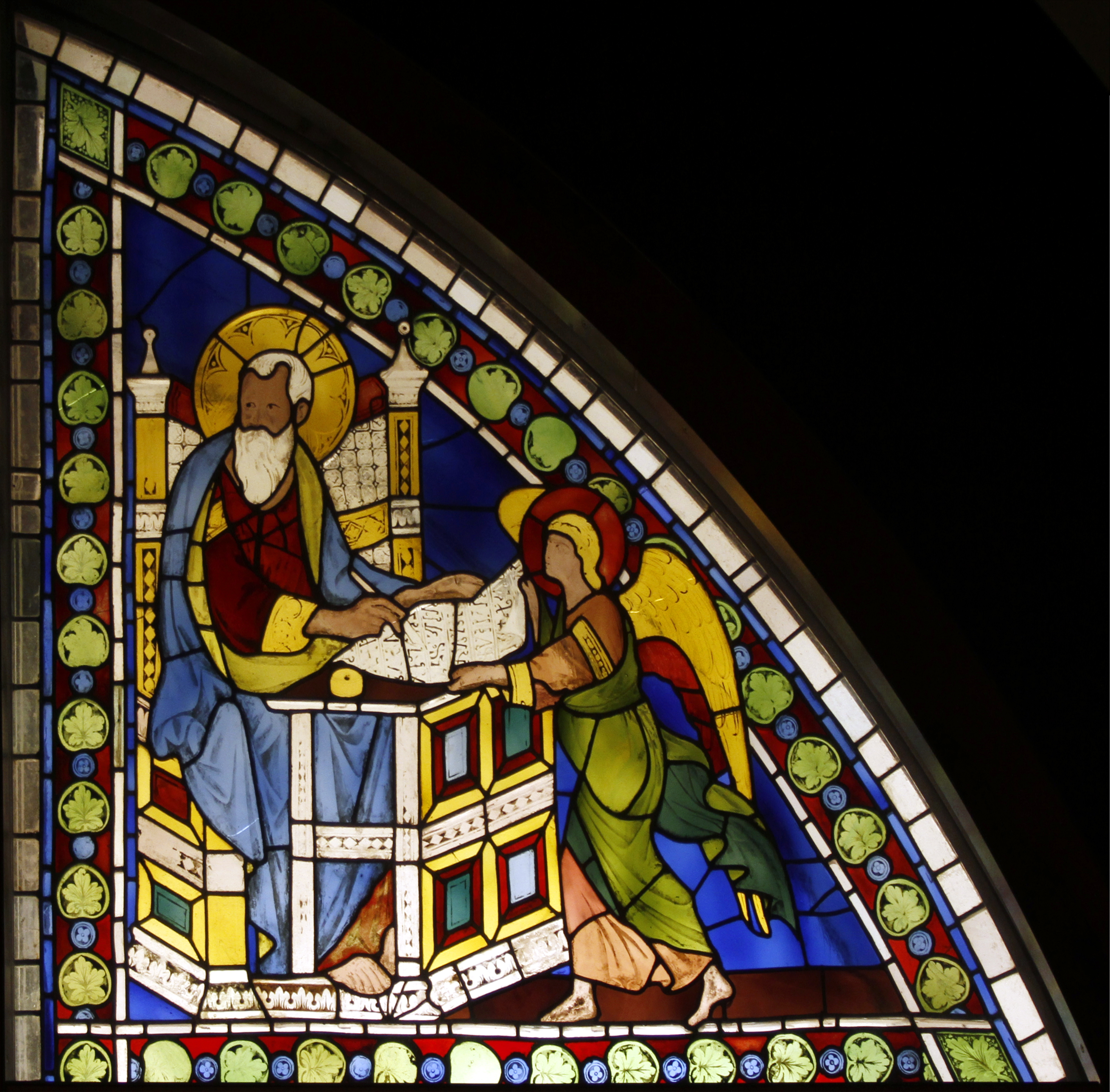

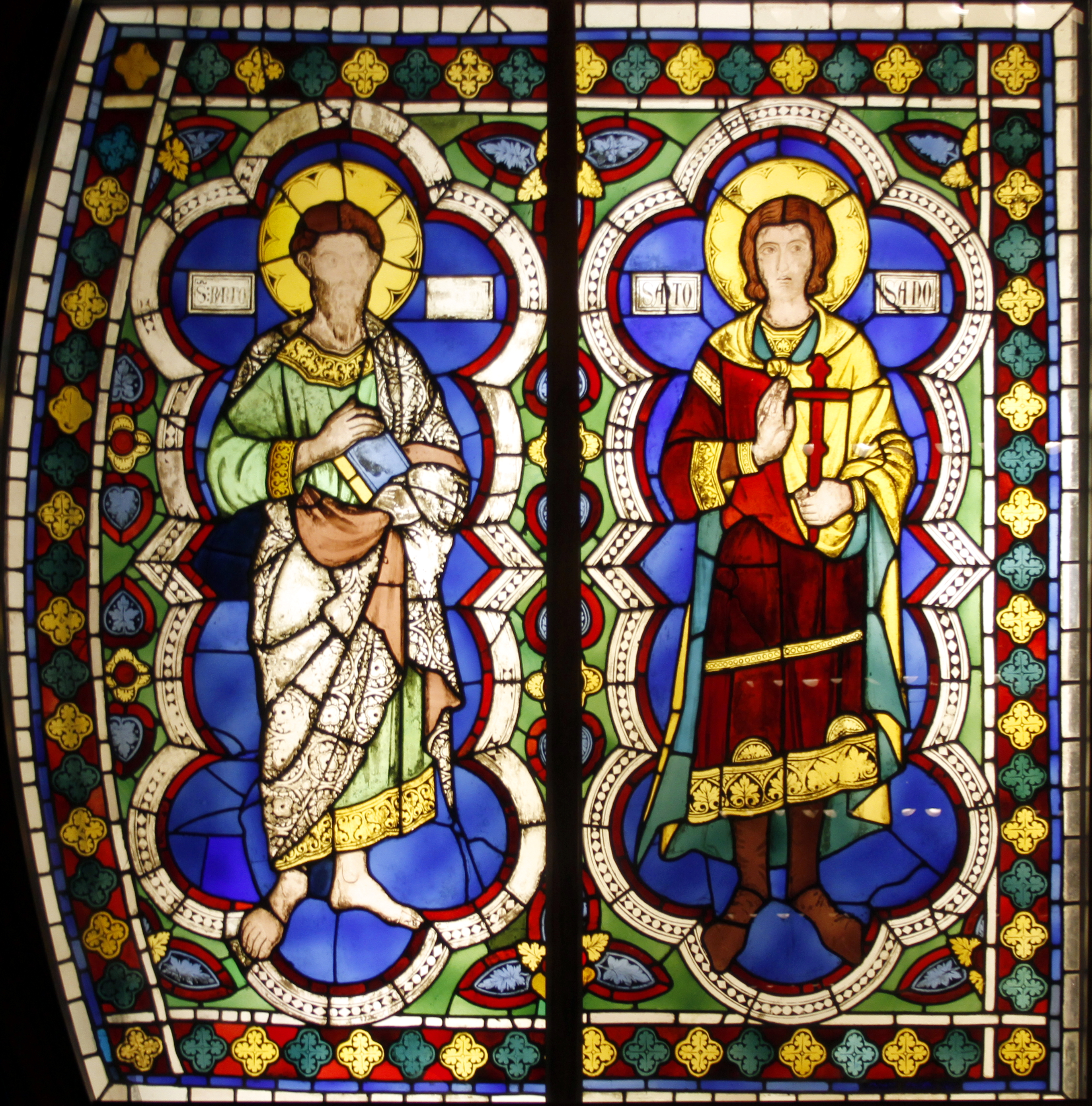
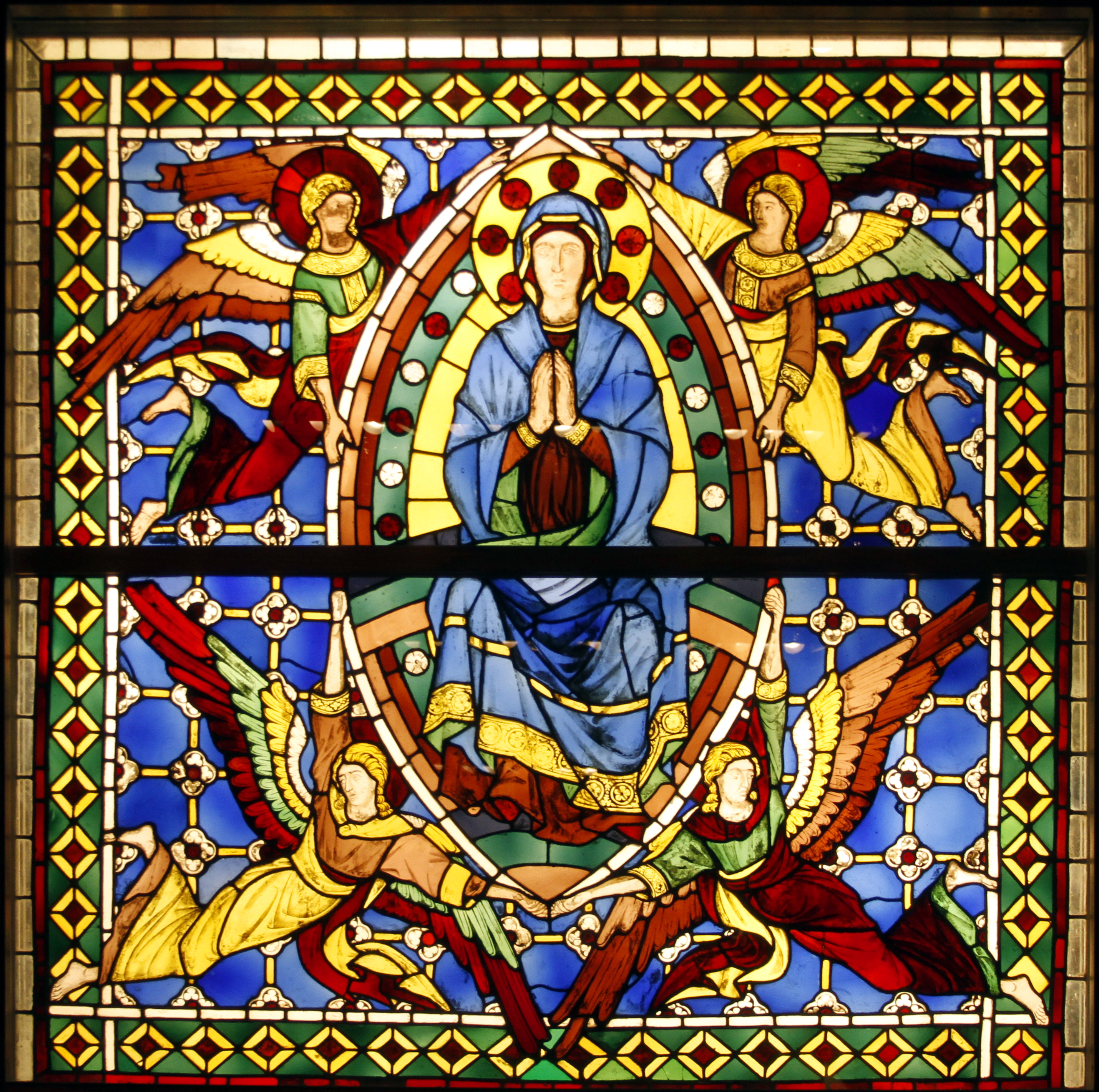
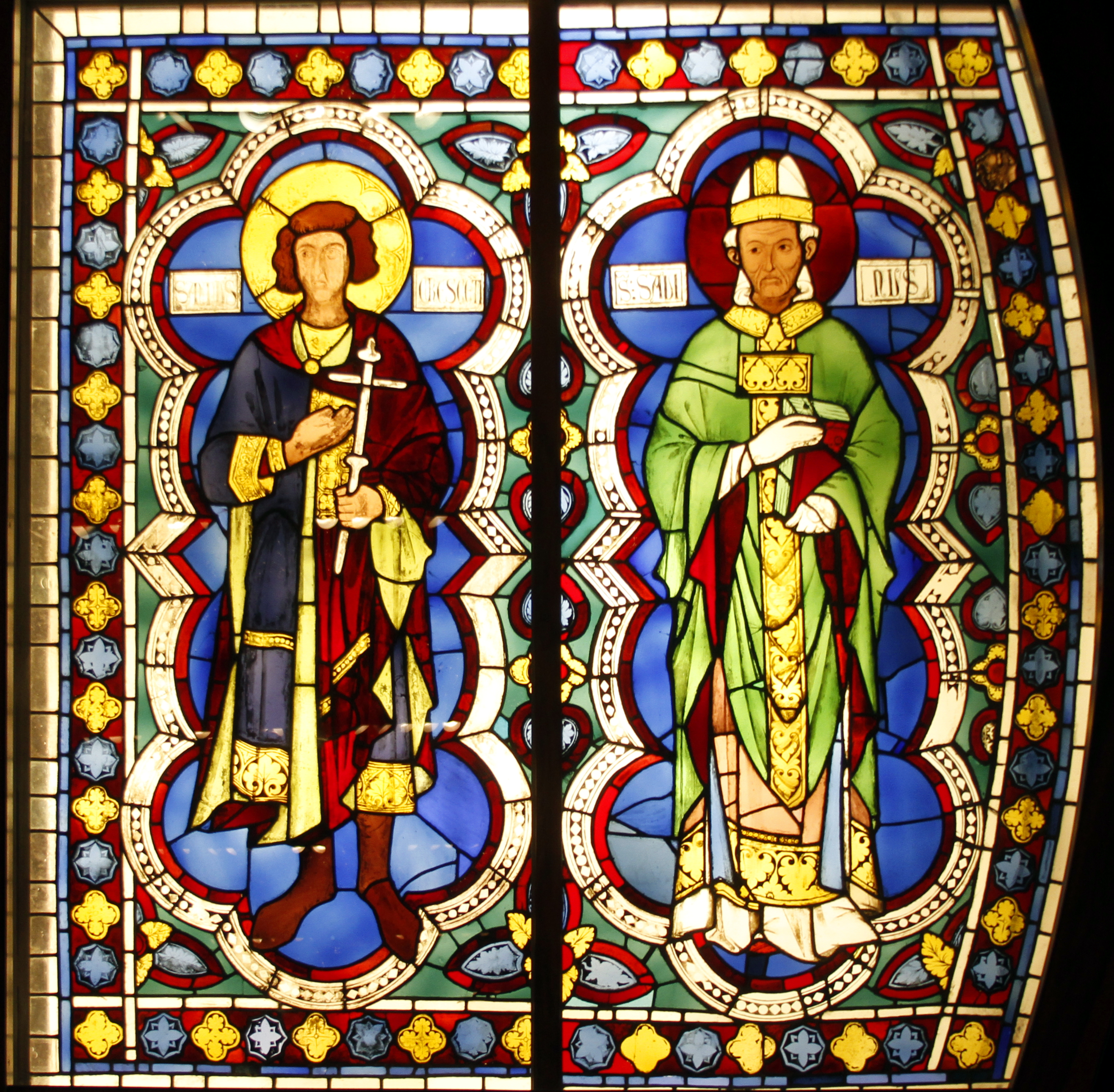

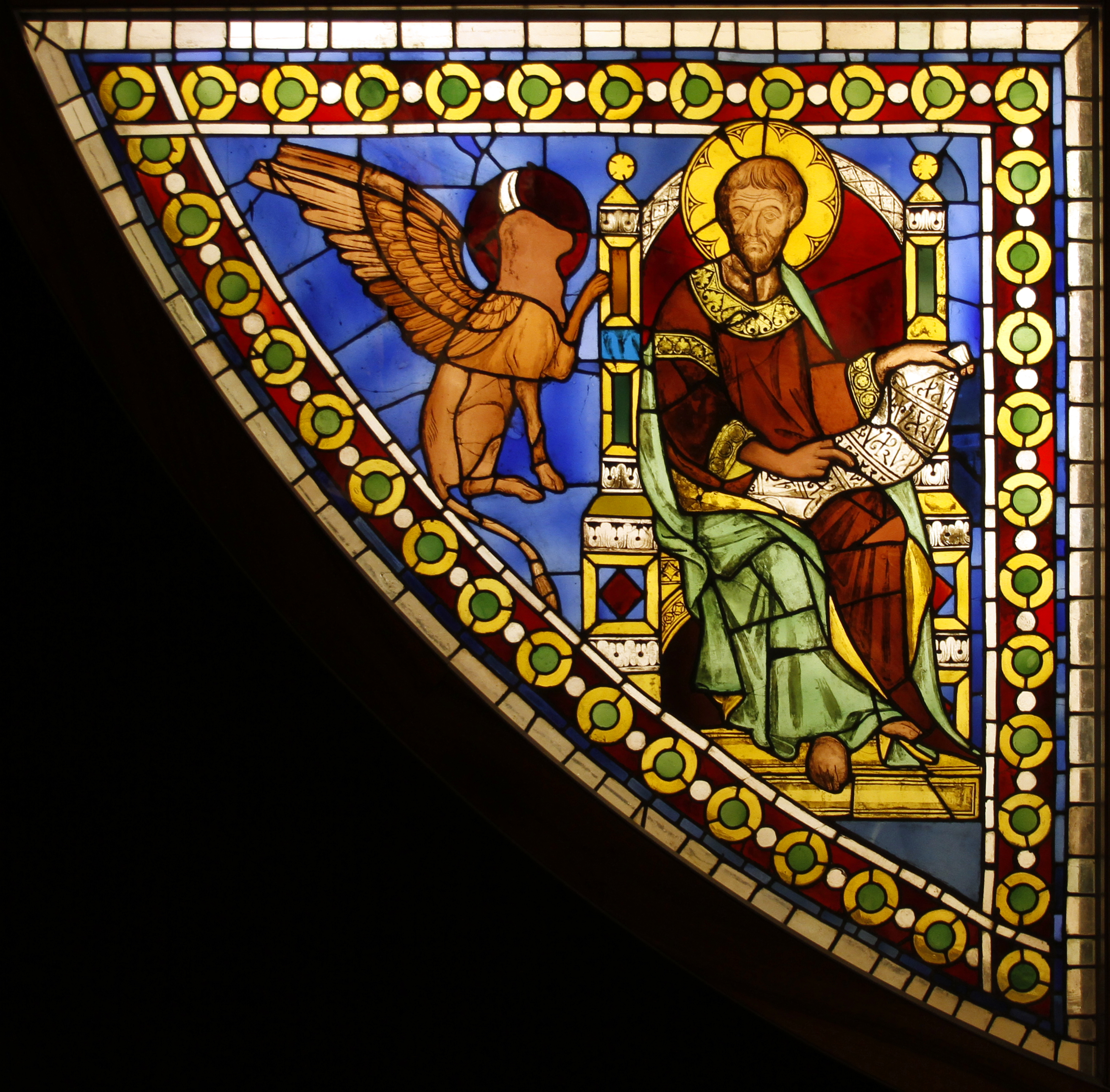
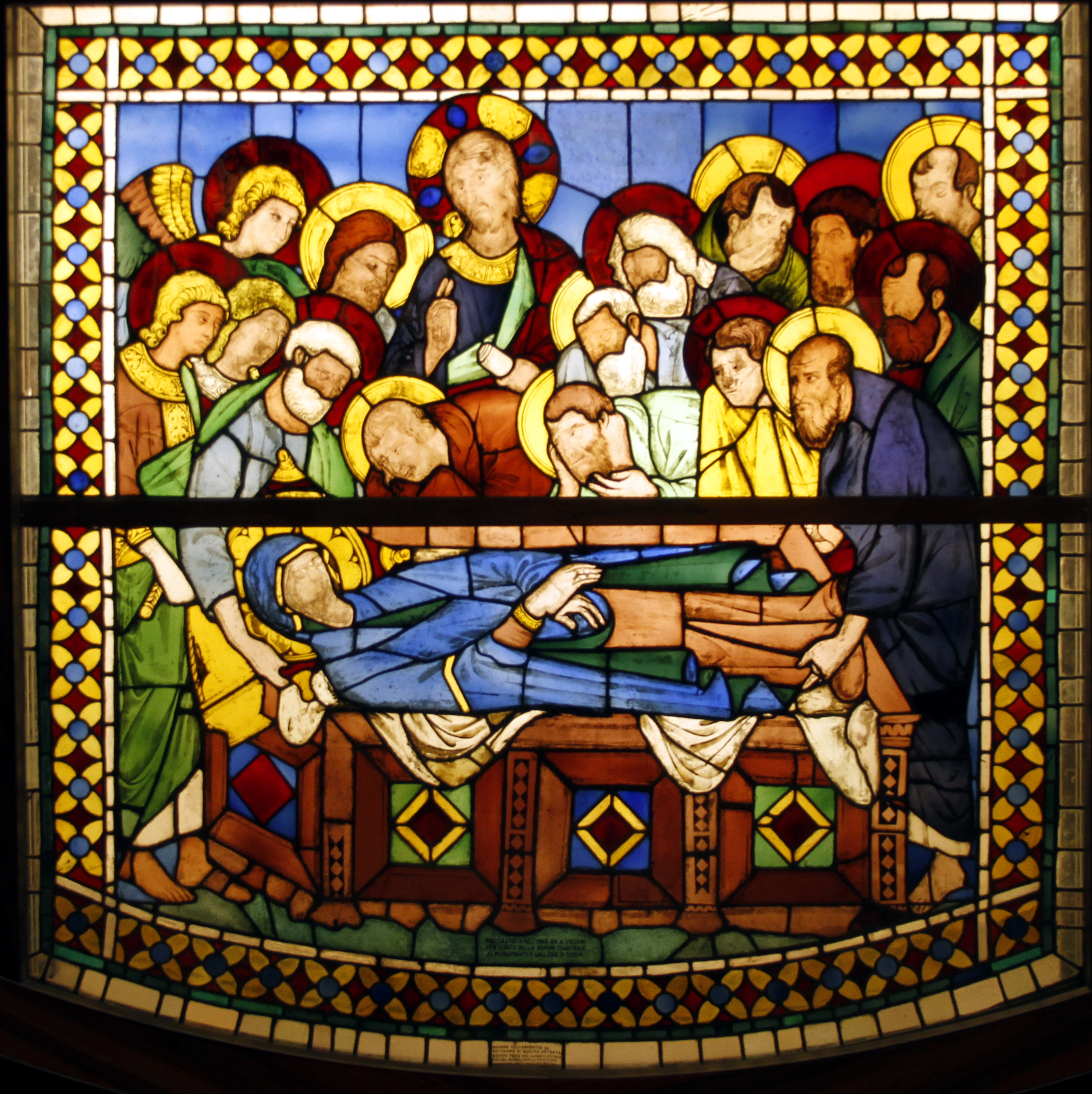
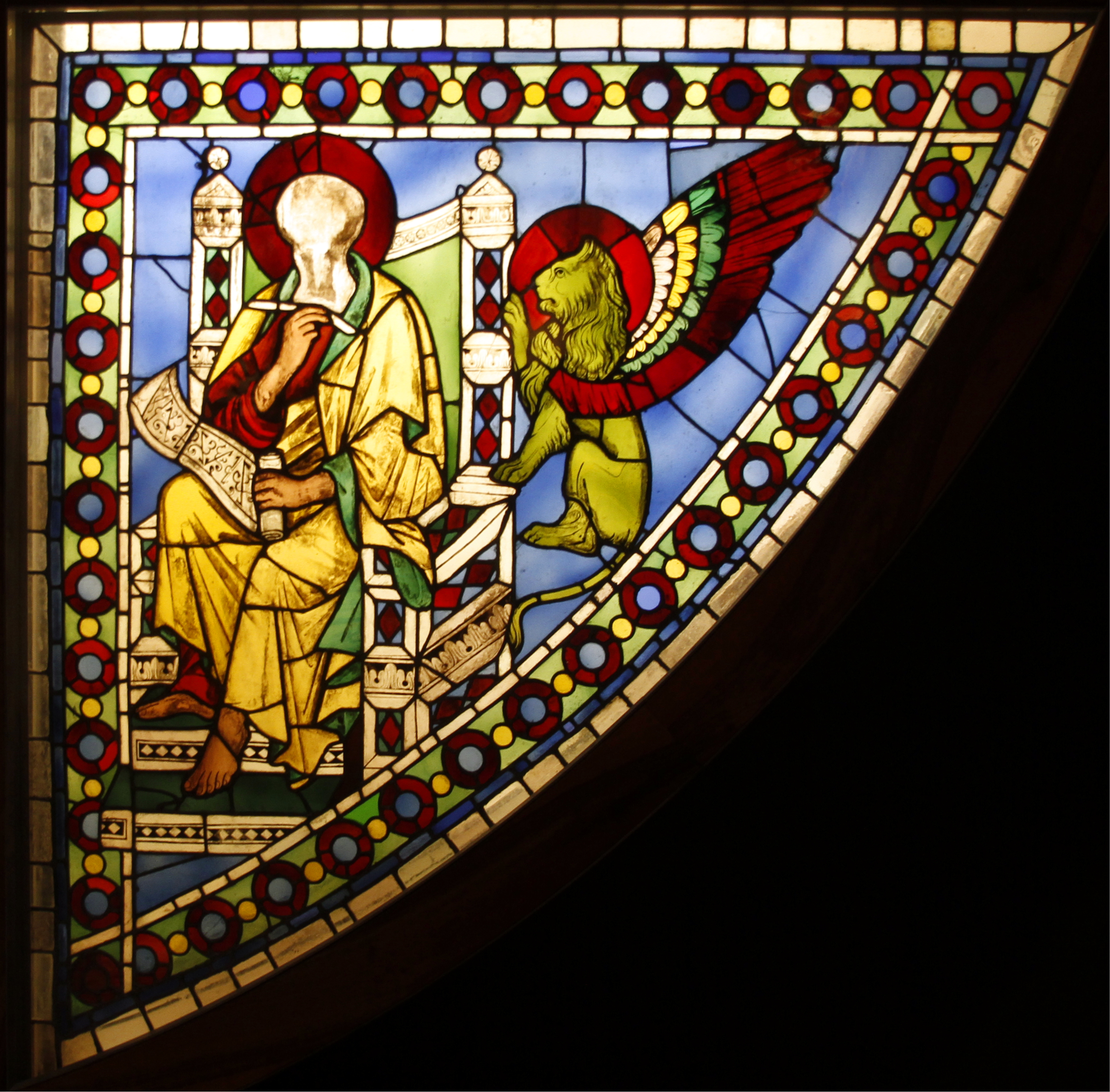

## Storia
Un documento del settembre 1287 testimonia che il grande oculo circolare posto in alto nell'abside del Duomo di Siena doveva essere ricoperto a vetri. Un altro documento del maggio 1288 sancisce che il governo di Siena avrebbe dovuto farsi carico delle spese. Altri due documenti del giugno e del secondo semestre del 1288 stabiliscono anche i costi del vetro, citando anche che la vetrata doveva ancora essere fatta. È quindi probabile che l'opera sia stata approntata non prima della seconda metà del 1287 e che i lavori si siano protratti fino a poco oltre il 1288. Una finestra di tempo del 1287-1290 sembra adeguata per racchiudere tutta la realizzazione della vetrata, dal disegno alla dipintura a grisaglia finale.
Oltre alla documentazione scritta, ci sono altri elementi storici e stilistici che fanno propendere per una datazione di questo tipo. Il primo dei 4 santi protettori di Siena raffigurati nella vetrata ai lati della scena dell'Ascensione della Vergine è San Bartolomeo (santo protettore di Siena nel XIII secolo), non il san Vittore che invece ritroviamo nella Maestà di Duccio del 1308-1311 e successivamente nella Maestà di Simone Martini del 1312-1315. Ciò fa pensare ad una data antecedente al 1308. Il trono della scena dell'Incoronazione della Vergine è ancora in tralice, come quello della Madonna Rucellai del 1285 e non aperto come quello della Maestà del Duomo di Siena del 1308-1311. Tuttavia il trono non è più ligneo come quello della Madonna Rucellai del 1285, ma in marmo, come sempre saranno quelli dal 1290 in poi. Una datazione posteriore al 1285 ed anteriore al 1290 sembra quindi adeguata in seguito a queste considerazioni, confermando la datazione effettuata dalla sola documentazione scritta.
La vetrata è stata più volte restaurata nel corso dei secoli. Il restauro più radicale avvenne nel 1697 ad opera di Giulio Francesco Agazzini di Armeno. Un altro restauro importante è stato eseguito recentemente da Camillo Tarozzi, che è stato però molto più conservativo. In concomitanza con questo restauro la vetrata è stata tolta dalla posizione originaria dell'abside del Duomo e collocata nel Museo dell’Opera metropolitana del Duomo, dove è possibile ammirarla da vicino (quella attualmente presente in Duomo è una copia). 
È stato valutato che solo il 4-6% del vetro sia stato sostituito nel corso dei secoli. La scena dell'Incoronazione della Vergine in alto ha subito un processo di ripasso dei contorni ad opera del pittore Andreini. Nel complesso lo stato di conservazione è comunque buono.

### Attribuzione
Nessuno dei 4 documenti in nostro possesso riguardanti la vetrata (vedi sopra) citano la commissione a Duccio di Buoninsegna, né un pur vago riferimento al maestro senese. L'attribuzione a Duccio fu fatta esplicitamente per la prima volta da Enzo Carli nel 1946. Questi notò come molte delle scene della vita di Maria raffigurate nella vetrata fossero simili a quelle della Maestà del Duomo di Siena, opera attribuita dalla documentazione a Duccio e datata 1308-1311. Anche gli angeli appoggiati sul trono nella scena dell’Incoronazione della Vergine ricordano quelli della Maestà. Il trono della stessa scena è sorretto da archetti ribassati che ricordano quelli della Madonna Rucellai (anch'essa opera attribuita dalla documentazione a Duccio e datata 1285). 
L'attribuzione del Carli a Duccio è stata inizialmente confermata da molti esperti, quali Luciano Bellosi e Alessandro Bagnoli, mentre ha trovato dissensi presso altri. Il recente restauro e la successiva collocazione nel Museo dell’Opera Metropolitana del Duomo ha permesso agli studiosi di visualizzare l'opera da vicino, permettendo ulteriori considerazioni che la avvicinarono ancora di più a Duccio (la vetrata è stata fino a pochi anni fa in alto e non era mai stata neppure fotografata nei dettagli). L'analisi ha messo in luce la dipintura a grisaglia dei personaggi con la punta del pennello, una tendenza di Cimabue ma ripresa da Duccio con migliori risultati di raffinatezza e naturalismo. I volti della Madonna e del Cristo nella scena dell'Incoronazione della Vergine mostrano la raffinatezza figurativa che solo Duccio riusciva ad imprimere alle sue figure in questi anni. Gli apostoli addolorati nella scena della Morte della Vergine hanno la partecipazione emotiva di molte scene della Maestà del Duomo di Siena dello stesso Duccio. Il Cristo della stessa scena ricorda quello del Crocifisso Orsini-Odescalchi, mentre il San Savino ricorda il santo a destra del trittico a sportelli del Museum of Fine Arts di Boston (opere queste ultime attribuite a Duccio). Sono quindi tanti gli elementi che depongono a favore di un'attribuzione a Duccio, che oggi non sembra più raccogliere dissensi.

## Descrizione
La vetrata raffigura la Morte della Vergine (in basso) la sua Assunzione (al centro) e Incoronazione (in alto). Queste scene rispondono alla dedicazione della Cattedrale di Siena alla Madonna Assunta. Ai due lati della Vergine Assunta sono raffigurati i 4 santi protettori della città di Siena, ovvero san Bartolomeo e sant'Ansano a sinistra e san Crescenzio e san Savino a destra. Ai 4 angoli della vetrata sono invece raffigurati i 4 evangelisti seduti in trono e i loro simboli (l'aquila per san Giovanni, il toro alato per san Luca, il leone alato per san Marco e l'angelo per san Matteo).

## Stile
Nella scena della Morte della Vergine riportata in basso, dove sono ancora ravvisabili i contorni originali, è evidente la pittura di Duccio a grisaglia in punta di pennello a mettere in evidenza particolari quali i singoli ciuffi di barba o capelli.
Nella stessa scena emerge la drammaticità ed emotività dei personaggi, una drammaticità che è forse ripetitiva e meno espressiva rispetto a quella che esprimeranno nel secolo successivo Giotto e Simone Martini, ma che comunque è intensa per un pittore di questo tempo. 
Nella scena in alto dell'Incoronazione della Vergine i volti della Madonna e del Cristo hanno la raffinatezza del miglior Duccio. 
Sebbene la realizzazione delle figure in una vetrata non consentisse a Duccio di esprimere tutto il suo repertorio di dettagli gotici, quali le variazioni cromatiche e il tremolio del bordo dorato della Vergine che possiamo ammirare nella Madonna Rucellai, non mancano comunque virtuosismi di origine gotica, quali ad esempio le cornici dei 4 santi protettori di Siena e il linearismo delle sagome nella scena dell’Incoronazione.
Una delle caratteristiche più importanti ed innovative della vetrata sono comunque i troni architettonici marmorei, evidenti nella stessa scena dell’Incoronazione così come ai 4 angoli dove siedono i 4 evangelisti. Fino a questo momento il trono era stato ligneo, non solo per Duccio, ma anche per Cimabue e per altri pittori indipendentemente dal luogo di provenienza. Il trono marmoreo che vediamo qui è il primo dipinto da un pittore duecentesco ed avrà larga diffusione in tutto il trecento non solo presso Duccio e la sua cerchia, ma anche presso altri pittori.
La vetrata è singolare anche per essere l'unica opera di questo tipo attribuita a Duccio e una delle poche realizzate dai pittori di scuola senese.